# Schanzenanlage am Wadeberg
Die Schanzenanlage am Wadeberg liegt am Ortsrand von Oberhof und umfasst noch eine Jugendschanze, die als Trainingsschanze von den Skispringern des Sportgymnasiums und des WSV Oberhof 05 genutzt wird. Außerdem finden Sprungveranstaltungen statt. Bis 2017 gab es für den Skinachwuchs vier Skisprungschanzen. Die größte der vier Schanzen, die Jugendschanze von 1952, war 1954 die erste Mattenschanze der Welt. Alle vier Schanzen waren schließlich mit Matten belegt und mit einer Flutlichtanlage versehen.

## Beschreibung
Der Konstruktionspunkt (K-Punkt) der Jugendschanze liegt bei 64 Meter, die Hillsize bei 70 Meter. Damit zählt die Schanze nach der Größe zu den mittleren Schanzen. Neben dem oberen Bereich des Aufsprunghanges befindet sich für Zuschauer eine Stahltribüne, die dem Hang angepasst ist und über mehrere Ebenen reicht. Auf der anderen Seite des Hanges dient ein Seillift zum Fuße des Anlaufturmes als Aufstiegshilfe für den Skispringer. Die Schanze hat einen 22,8 Meter hohen Anlaufturm aus Stahl, die Höhe des Schanzentisches beträgt 1,55 Meter. Die Neigung des Anlaufs beträgt 32°, die Anlauflänge 82,3 Meter inklusive Schanzentisch. Der Anlauf ist mit einer kombinierten Sommer-Winterspur, bestehend auf sogenannten Gleitnoppen mit Bewässerung, samt zugehöriger technischer Ausrüstung belegt. Der Auslaufbereich wurde mit einem Kunstrasen, der Aufsprunghang mit Sommersprungmatten belegt. Beide Abschnitte wurden mit einer Beregnungsanlage ausgerüstet. Einschließlich des Rückbaus der alten Schanzen kostete die Baumaßnahme rund sechs Millionen Euro.

## Geschichte

### Jugendschanze

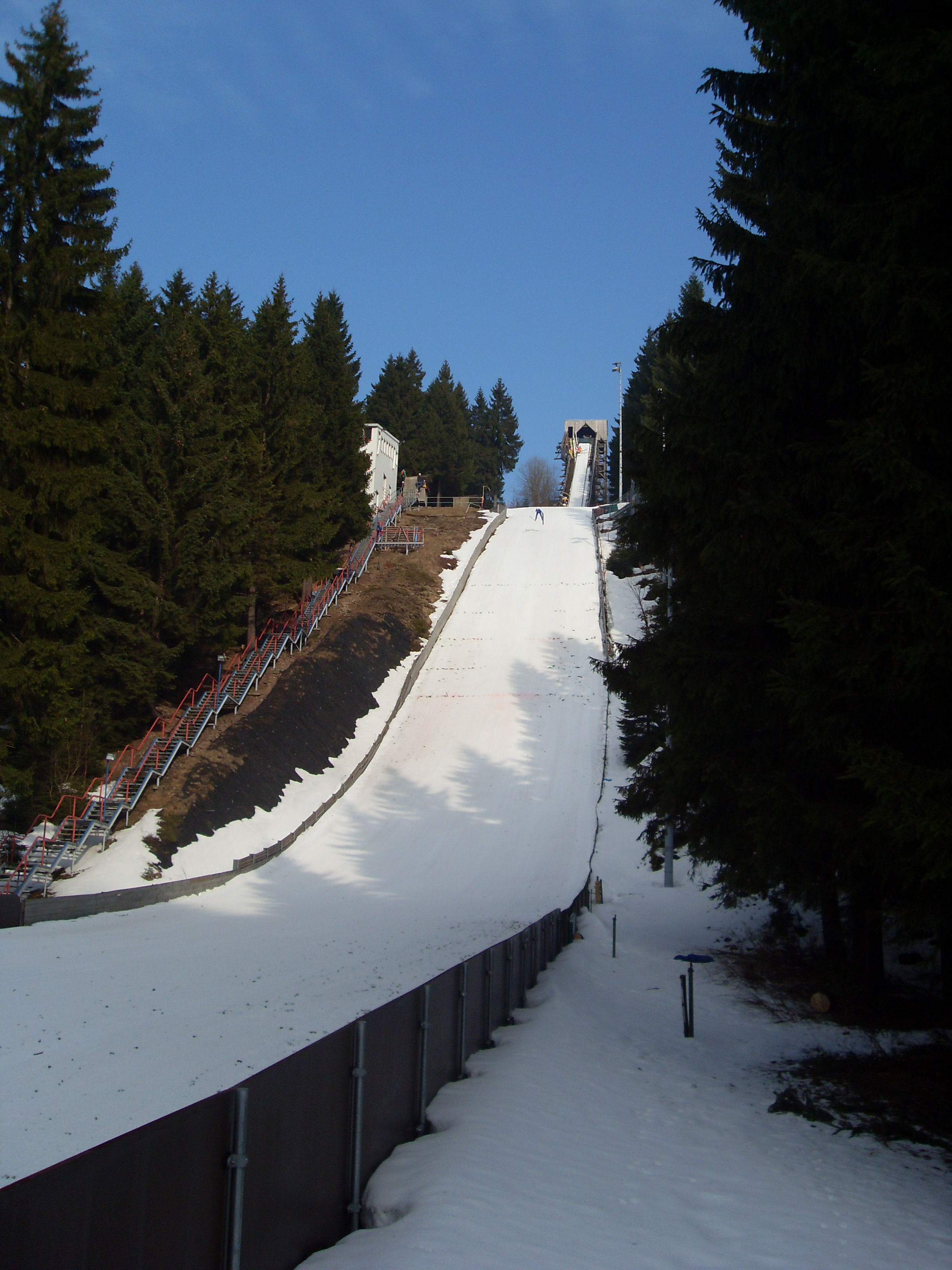
Alte Jugendschanze K 64 (bis 2018)

Die erste Schanze an dieser Stelle wurde im Jahre 1908 von dem Norweger Rolf W. Thune errichtet und ermöglichte Weiten von über 25 Metern. Damit zählt sie zu den ältesten Anlagen in Deutschland. Karl Böhm-Hennes aus Ernstthal sprang 1908 17 Meter weit. Auf der Schanze mit Naturanlauf fanden bis Mitte der 1925er Jahre mehrere Deutsche und Thüringer Meisterschaften statt. Anfang der 1920er Jahre lag der Schanzenrekord bei 27,5 Meter. Bis zur Errichtung der Hindenburgschanze (ab 1945 Thüringenschanze) am gleichen Hang seitlich versetzt im Jahre 1928 war sie mit Spitzenweiten von 38 Metern die größte Sprungschanze in Oberhof. Die Sprungschanze wurde in den Jahren 1951 und 1952 mit einem 13 Meter hohen Anlaufturm aus Holz neu errichtet. Der K-Punkt der Schanze lag dann bei 45 Metern.
Im November 1954 wurden auf dem Aufsprunghang Matten verlegt und am 20. November 1954 fand das erste Mattenspringen weltweit statt. Der Schanzenrekord auf Schnee lag zu diesem Zeitpunkt bei 47 Metern. Werner Lesser gewann vor 15.000 Zuschauern mit einer Bestweite von 42 Metern. Hans Renner war der Erfinder dieser Kunststoffmatten, die in Friedrichroda bis zur Produktionsreife entwickelt wurden. Dem ersten offiziellen Springen ging ein geheimes Probespringen auf der alten Regenbergschanze in Zella-Mehlis voraus. In den Jahren 1988 und 1994 fanden Umbauten an der Jugendschanze, wie Profiländerungen und Vergrößerung auf K 60, später K 66 und neue Mattenbelegung statt. Der letzte Schanzenrekord wurde von Arthur Pauli im Jahre 2003 mit 74,0 Meter aufgestellt.
Ab 2010 war die Schanzenanlage baufällig geworden. 2011 wurde mit der Planung einer neuen K85-Schanze begonnen. Am 13. Mai 2015 musste die Anlage aus Sicherheitsgründen gesperrt werden. Der Rückbau der alten Jugendschanze folgte im Zeitraum März bis Juli 2017. Im Frühjahr 2018 begann der Neubau der HS70-Schanze. Dabei erfolgte eine Neuprofilierung der kompletten Anlage vom Startbereich mit flacherer Neigung, geändertem Absprungwinkel und Anpassung der Aufsprunghanggeometrie bis zum tiefsten Punkt im Auslauf. Nachdem die Bauarbeiten im Dezember 2018 fertiggestellt waren und die Anlage am 15. Januar offiziell eröffnet wurde, erzielte Max Herbrechter am 24. Februar 2019 mit 71,5 Metern einen Schanzenrekord. Im Frühjahr 2019 wurde die neue Schanze mit Matten belegt.

### Schülerschanzen

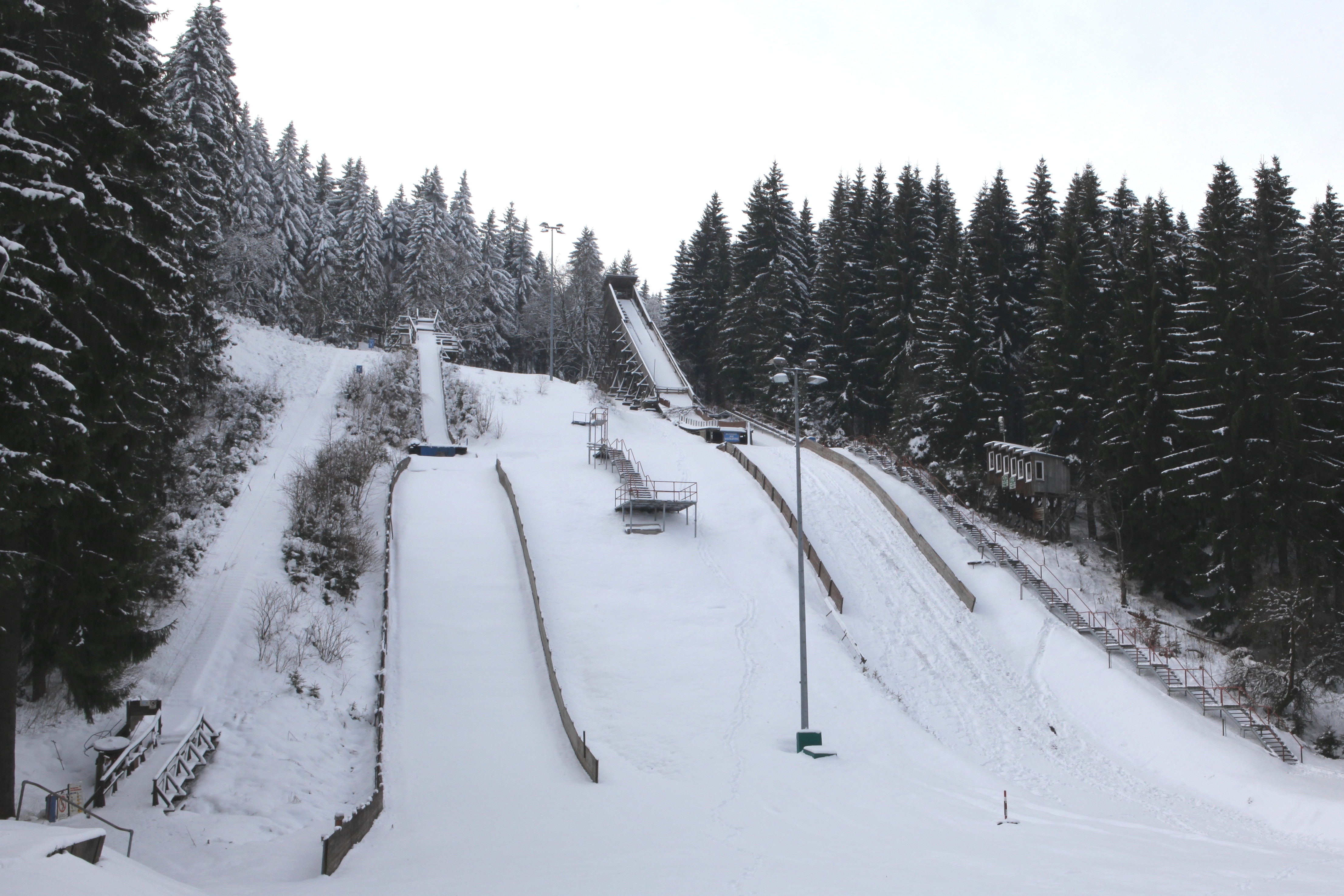
Schülerschanzen K 34 und K 48

Am Hang gegenüber, etwas seitlich versetzt, lagen zwei Schülerschanzen mit K-Punkten von 48 (HS 50) und 34 (HS 36) Metern. Beide Schanzen nutzten einen gemeinsamen Seillift als Aufstiegshilfe. Den beiden Schülerschanzen gegenüber lag eine K-13-Kinderschanze. Dahinter war die verfallene Pionierschanze. Zwischen der Kinderschanze und der Jugendschanze lag die 1986 abgerissene Thüringenschanze (K 82), bis 1945 Hindenburgschanze.
Die Schülerschanze K 48 wurde anlässlich der fünften Kinder- und Jugendspartakiade der DDR 1977 in Oberhof bis zum Dezember 1976 als eine K-44-Schanze erbaut. Die Planungen der Schanze stammte vom Architekten Dr. Lindner von der Hochschule für Architektur und Bauwesen. Die Kosten für die Schanze beliefen sich auf 700.000 Mark. Im Jahre 1995 wurde die Schanze umgebaut und mit Matten belegt. Der Schanzenrekord lag bei 52 Metern. Der Bau der Schülerschanze K 34 fand zur achten Kinder- und Jugendspartakiade 1981 statt. Die Schanze wurde im Jahre 1996 mit Matten belegt. Der Schanzenrekord lag bei 35,5 Meter. Auf den Schülerschanzen fand regelmäßig der Sprunglauf um den Hans-Marr-Pokal statt. 2017 wurden die Schanzen abgebrochen.
Am Hang der Jugendschanze, auf der anderen Seite der Thüringenschanze, etwa 30 Meter daneben, wurde 1952 eine weitere Schanze errichtet, die Pionierschanze. Sie hatte einen Naturanlauf und ließ Weiten bis etwa 25 Meter zu. Die Höhe des Schanzentisches lag bei 1,2 Metern. Später verfiel die Schanze. Auf ihrem Aufsprunghang wurde die K-13-Kinderschanze errichtet. Diese hatte einen Naturanlauf und wurde 1997 mit Matten belegt. 2017 wurde die Schanze abgebrochen.

## Technische Daten
| Jugendschanze (K 64)                       | Jugendschanze (K 64) |
| Anlauf                                     | Anlauf               |
| ------------------------------------------ | -------------------- |
| Anlauflänge                                | 76,32 m              |
| Neigung des Anlaufs (γ)                    | 32°                  |
| Schanzentisch                              |                      |
| Neigung des Schanzentisches (α)            | 10,7°                |
| Aufsprung                                  |                      |
| Hillsize                                   | 70 m                 |
| Konstruktionspunkt                         | 64 m                 |
| Juryweite                                  | 70 m                 |
| Verhältnis Höhen- zu Längendifferenz (h/n) | 0,531                |
| K-Punkt Neigungswinkel (β)                 | 34,5°                |

| Jugendschanze (K 66)                       | Jugendschanze (K 66) |
| Anlauf                                     | Anlauf               |
| ------------------------------------------ | -------------------- |
| Anlauflänge                                | 68 m                 |
| Neigung des Anlaufs (γ)                    | 35°                  |
| Schanzentisch                              |                      |
| Neigung des Schanzentisches (α)            | 10,0°                |
| Aufsprung                                  |                      |
| Hillsize                                   | 69 m                 |
| Konstruktionspunkt                         | 66 m                 |
| Juryweite                                  | 69 m                 |
| Verhältnis Höhen- zu Längendifferenz (h/n) | 0,531                |
| K-Punkt Neigungswinkel (β)                 | 36,0°                |

| Schülerschanze (K 48)                      | Schülerschanze (K 48) |
| Anlauf                                     | Anlauf                |
| ------------------------------------------ | --------------------- |
| Anlauflänge                                | 54 m                  |
| Schanzentisch                              |                       |
| Neigung des Schanzentisches (α)            | 09,5°                 |
| Aufsprung                                  |                       |
| Hillsize                                   | 50 m                  |
| Konstruktionspunkt                         | 48 m                  |
| Juryweite                                  | 50 m                  |
| Verhältnis Höhen- zu Längendifferenz (h/n) | –                     |
| K-Punkt Neigungswinkel (β)                 | 31,2°                 |

| Schülerschanze (K 34)                      | Schülerschanze (K 34) |
| Anlauf                                     | Anlauf                |
| ------------------------------------------ | --------------------- |
| Anlauflänge                                | 47 m                  |
| Schanzentisch                              |                       |
| Neigung des Schanzentisches (α)            | 09,5°                 |
| Aufsprung                                  |                       |
| Hillsize                                   | 36 m                  |
| Konstruktionspunkt                         | 34 m                  |
| Juryweite                                  | 36 m                  |
| Verhältnis Höhen- zu Längendifferenz (h/n) | –                     |
| K-Punkt Neigungswinkel (β)                 | 30,4°                 |